# 大東亜戦争

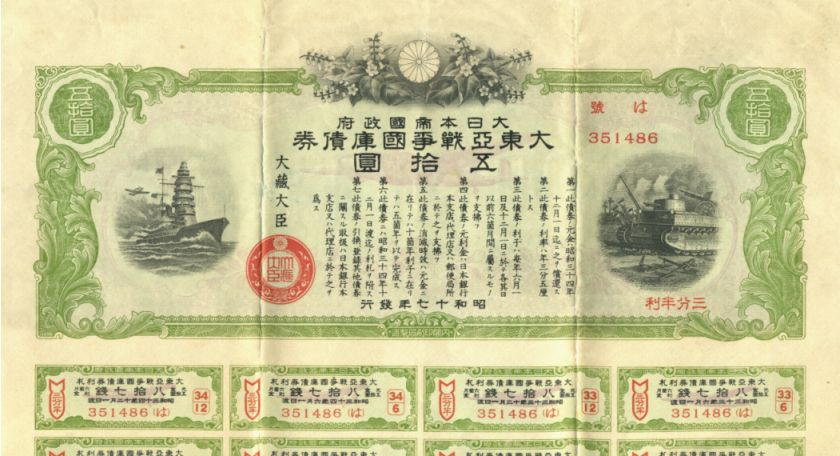
開戦翌年の1942年（昭和17年）に日本政府が発行した「大東亜戦争国庫債券」（戦争国債）。戦後のインフレーションによりほぼ無価値となった。

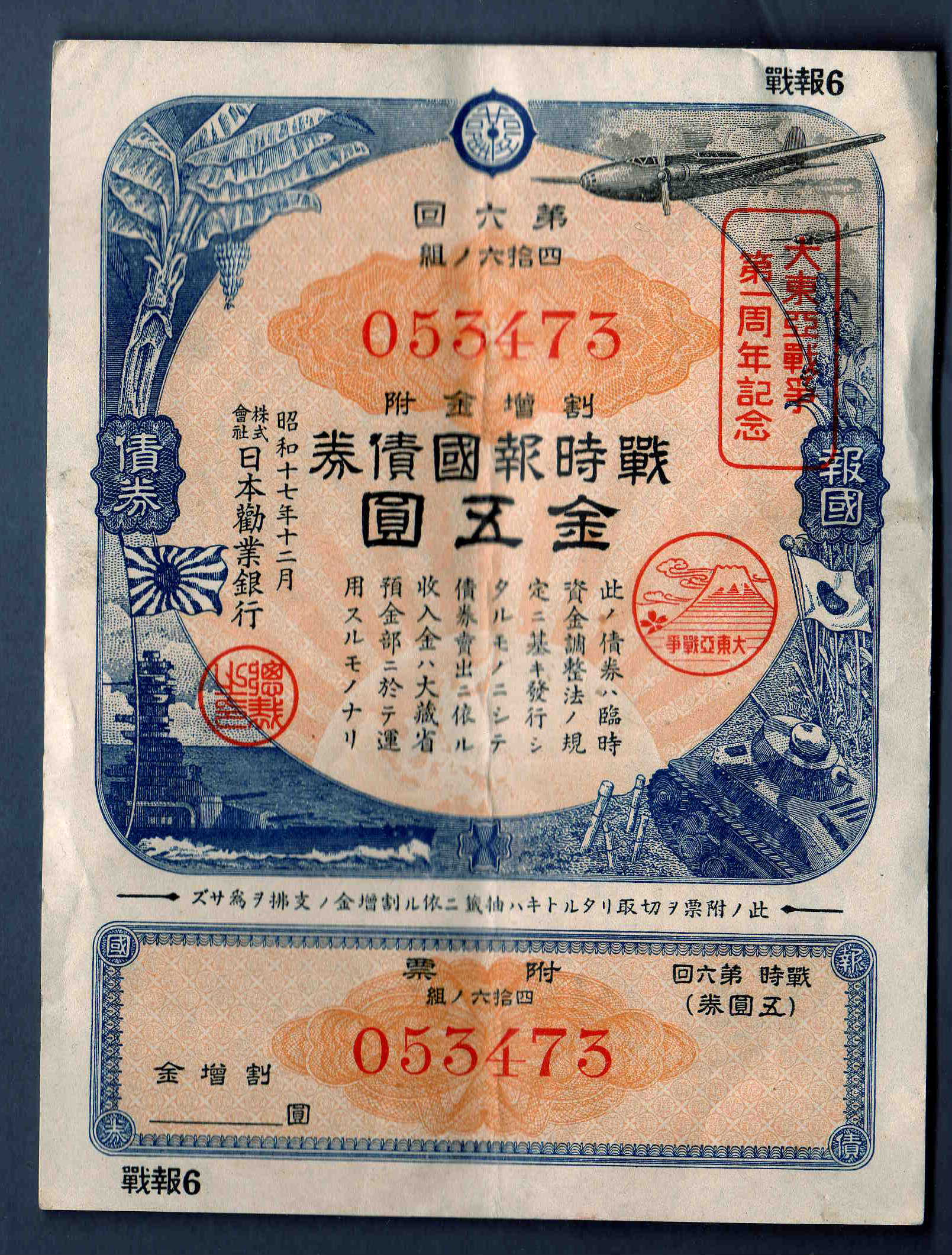
「大東亜戦争第一周年記念」として日本勧業銀行（現：みずほ銀行）が販売した「戦時報国債券」

大東亜戦争（だいとうあせんそう、旧字体：大東亞戰爭）は、1937年（昭和12年）7月7日から1945年（昭和20年）にかけて行われた、日本（大日本帝国）と中華民国・アメリカ合衆国・イギリス・フランス・オランダなどの連合国との全ての戦線の戦争を指す日本側の呼称。

## 概要
1941年（昭和16年）12月8日にマレー作戦と真珠湾攻撃を行い、その後米英両国に対して宣戦布告し、国内向けには開戦の詔勅（米國及英國ニ對スル宣戰ノ詔書）を発表してから4日後の12月12日、東條内閣（東條英機首相）が「今次の対米英戦は、支那事変(1937年7月7日勃発）を含め大東亜戦争と呼称す」と閣議決定をした。この大東亜戦争の目的は、第2次近衛内閣（近衛文麿首相）以降の日本が掲げた大東亜共栄圏建設にあるとされた。「太平洋戦争(Pacific war)」という呼称が「第二次世界大戦におけるアメリカ側の対日戦（第二次世界大戦における日本側の対米戦）」のみを意味する呼称であるのに対し、「大東亜戦争」は対米戦争である「太平洋戦争」だけでなく、東アジアを中心に南アジア、東南アジア、太平洋全体も戦場であった実態には合致している言葉であるとする論者もいる。
戦後は連合国軍最高司令官総司令部（GHQ）の連合国軍占領下の日本の期間に使用禁止され、「第二次世界大戦における太平洋での戦い」のみを本来は意味する「太平洋戦争」が代わりの言葉として強制的に使われるようになった。1952年のサンフランシスコ講和条約施行以降の連合国軍占領期後の日本では禁止措置の効力は無くなったものの、一般的には「太平洋戦争」が用いられることが多い。日本政府は2006年と2007年の政府見解で「大東亜戦争」の用語は「太平洋戦争」とともに定義に関する法令上の根拠はないとしており、基本的に「大東亜戦争」を用いることはないが、『戦史叢書』などの政府編纂物においては文脈によって用いることもある。

## 経緯

### 名称議論・発表
1937年（昭和12年）7月7日の盧溝橋事件を発端とし、北支事変が勃発した。ここが後に、大東亜戦争が開始された地点とされる。第1次近衛内閣（近衛文麿首相）が「北支派兵に関する政府声明」を発表し、事件を「北支事変」と名付け、今回の事件は中国側の計画的武力行使であり、日本はこれに対して自衛権を行使するために派兵（増員）するとした。同年8月に第二次上海事変が勃発するに及び、戦線は中支（中支那、現中国の華中地方）、そして中国大陸全土へと拡大し、日華事変や日支事変と呼称されるようになり、日本と中国の全面戦闘の様相を呈した。9月2日には、「北支事変」は支那事変が正式の呼称であるとされた。
1938年（昭和13年）、第1次近衛内閣が発表した支那事変（日中戦争）の戦争目的を発表した「東亜新秩序」声明では「大東亜」は使用されておらず、1940年（昭和15年）7月26日の第2次近衛内閣で閣議決定された基本国策要綱において「大東亜」の名称が初めて用いられたとされる。この中では「日満支ノ強固ナル結合ヲ根幹トスル大東亜ノ新秩序ヲ建設スルニアリ」という文言がある。また8月1日には松岡洋右外相が「大東亜共栄圏」という用語を初めて用いた談話を発表した。
1941年（昭和16年）12月8日に日本と英米との間に戦争が発生前の検討の時期から発生後まもなくは、「対中戦争」「対英米戦争」「対英米蘭戦争」「対英米蘭蔣戦争」など交戦相手の名を用いた戦争名が用いられていた。対蘭に関しては、1941年（昭和16年）12月1日の御前会議で開戦を決定したものの、同月8日の「米国及英国ニ対スル宣戦ノ詔書」では宣戦布告の対象から除かれており、1942年（昭和17年）1月11日の対蘭戦の開始および翌日の宣戦布告まで公式には「対英米蘭戦争」とは呼んでいない。日本の政府および軍部ではこの戦争を正式にどう呼称するかについて検討が開始された。

#### 大本営政府連絡会議
12月10日の大本営政府連絡会議は「今次戦争ノ呼称並ニ平戦時ノ分界時期ニ関スル件」を決定、「支那事変ヲモ含メ大東亜戦争ト呼称ス」とされた。会議では海軍から「太平洋戦争」「対米英戦争」、さらに「興亜戦争」などの案が出された。しかし、海軍のこれらの名称案は「支那事変（日中戦争）」を含めた場合や、ソビエト社会主義共和国連邦との交戦が後に起きる可能性を考えると適当ではないと反対された。その結果、「大東亜戦争」が採択されている。

#### 閣議決定
12月12日の閣議において、「今次戦争ノ呼称並ニ平戦時ノ分界時期等ニ付テ」が閣議決定された。この閣議決定の第1項で「今次ノ對米英戰爭及今後情勢ノ推移ニ伴ヒ生起スルコトアルヘキ戰爭ハ支那事變ヲモ含メ大東亞戰爭ト呼稱ス」と明記し、支那事変（日中戦争）と「対米英戦争」を合わせた戦争呼称として「大東亜戦争」が公式に決定した。また「平時、戰時ノ分界時期ハ昭和十六年十二月八日午前一時三十分トス」ともされた。

#### 内閣情報局
同日内閣情報局は「今次の對米英戰は、支那事變をも含め大東亞戰爭と呼稱す。大東亞戰爭と呼稱するは、大東亞新秩序建設を目的とする戰爭なることを意味するものにして、戰爭地域を主として大東亞のみに限定する意味に非ず」と発表され、戦争目的はアジア諸国における欧米の植民地支配の打倒を目指すものであると規定した。しかし、日本の戦争目的については、「自存自衛」とするもの、また「自存自衛」「大東亜新秩序形成」の二本立て、また「大東亜新秩序形成」のみが戦争目的とするものの間で当時見解が分かれていた。当時大本営参謀であった原四郎は情報局の「戦争目的」発表について「情報局は何を血迷ったか」との感想を持ったと回想している。
12月15日、次官会議で英国中心の語辞である「極東」を日本人が使うことは不名誉至極として、公文書で使用しないよう申し合わせを行った。
情報局の発表は1943年（昭和18年）11月の大東亜会議で「再確認」がなされている。

### 昭和17年法律第9号
1942年（昭和17年）1月に「大東亞戰爭ノ呼稱ヲ定メタルニ伴フ各法律中改正法律案」を帝国議会に提出する際、内閣が作成した「説明基準」において対米英戦争と支那事変（日中戦争）のみならず、対蘭戦、対ソ連戦も「大東亜戦争」に含むと確認された。その中で「今次勃発ノ對米英戰ノミヲ支那事變ト區別シテ大東亞戰爭ト稱スルモノニ非ザル」とし、前年12月12日の閣議決定 は「今後大東亞戰爭ナル呼稱ヲ用フル場合ニハ昭和十六年十二月八日前ノ支那事變ヲモ包含スルモノナルノ意ヲ含ム。」と説明された。
2月17日には法律第9号(大東亞戰爭呼稱ヲ定メタルニ伴フ各法律中改正法律)が閣議決定され、「勅命ヲ以テ別段ノ定ヲ為シタル場合ヲ除クノ外各法律中＜支那事変＞ヲ＜大東亜戦争＞ニ改ム」として、法律において「支那事変」の呼称を「大東亜戦争」と改めるとされた。

### 「大東亜」の範囲

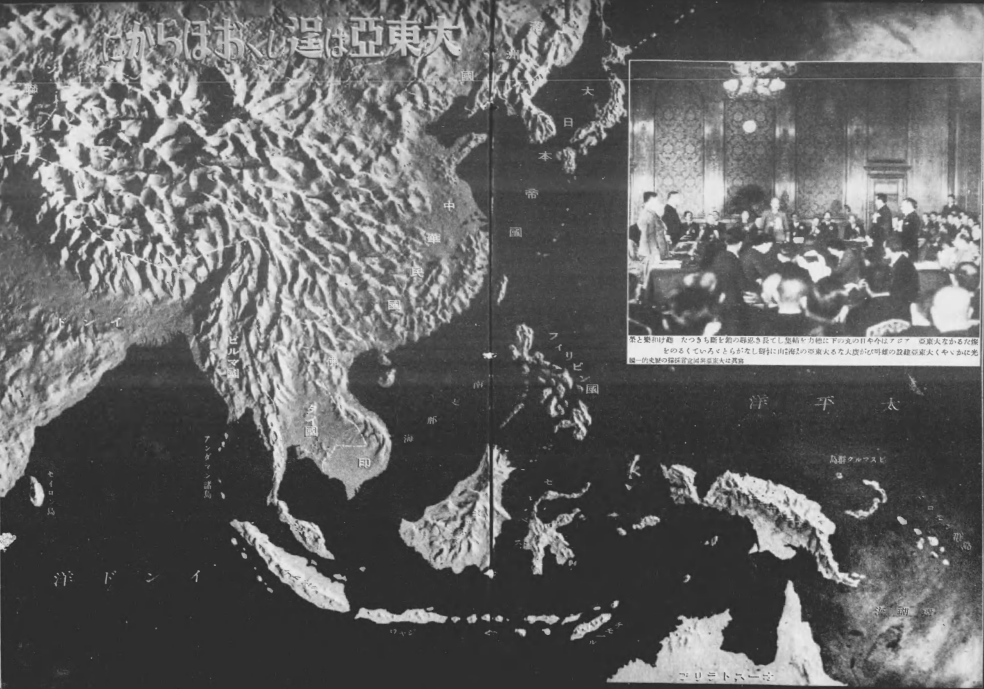
大東亜の地図（1943年）

松岡洋右外相によると大東亜共栄圏とは「従来東亜新秩序圏乃至は東亜安定圏と称せられてゐたものと同一」であるとし、大日本帝国・満州・中国に加え、フランス領インドシナ、オランダ領東インドをも含めた範囲であると説明した。
1942年（昭和17年）2月28日の大本営政府連絡会議では「帝国領導下ニ新秩序ヲ建設スヘキ大東亜ノ地域」を決定し、大東亜の地域を「日満支及東経九十度ヨリ東経百八十度迄ノ間ニ於ケル南緯十度以北ノ南方諸地域、其他ノ諸地域ニ関シテハ情勢ノ推移ニ応シ決定ス」と規定した。
大本営参謀を務めた瀬島龍三は「大東亜の地域とは、おおむね、南はビルマ以東、北はバイカル湖以東の東アジアの大陸、並びにおおむね東経一八〇度以西すなわちマーシャル群島以西の西太平洋の海域を指すのであります。インド、豪州は含まれておりません」と記している。

## 戦後

### 降伏

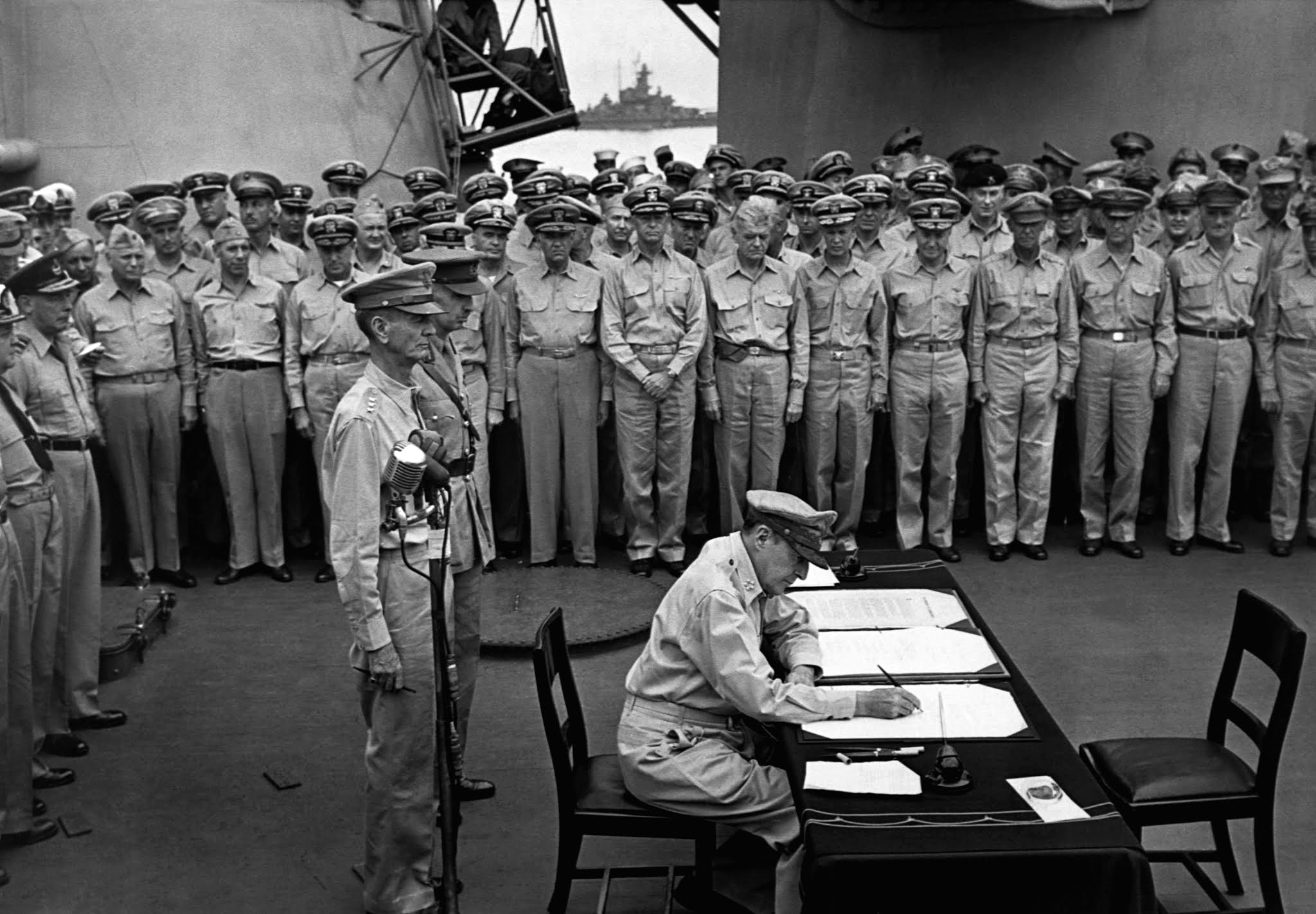
ミズーリ艦上にて日本の降伏文書に署名するダグラス・マッカーサー（1945年9月2日）

8月9日の御前会議において昭和天皇が「戦争指導については、先の（6月8日）で決定しているが、他面、戦争の終結についても、この際従来の観念にとらわれることなく、速やかに具体的研究を遂げ、これを実現するよう努力せよ」と戦争終結のことを口にした。本土決戦による「一撃講和」を諦めきれない陸軍内で混乱が深まったが、首相の鈴木が天皇に発言を促し、天皇自身が和平を望んでいることを直接口にしたことにより、昭和天皇からの信頼が厚かった陸軍大臣の阿南惟幾が、徹底抗戦を主張する青年将校らを「御聖断は下ったのである。いまはそれに従うばかりである。不服のものは自分の屍を越えていけ」と身を挺して説き伏せ、8月14日、終戦の詔書が発されポツダム宣言を受諾（日本の降伏）することになった。その後も米軍による爆撃は続き、グアム島からの第315爆撃団B-29、134機が8月14日午後10時から8月15日午前3時まで日本石油秋田製油所まで爆弾12,000発を投下し、87名の従業員らが爆死した。敗戦と玉音放送の実施を知った一部の陸軍青年将校グループが、玉音放送 が録音されたレコードの奪還をもくろんで8月15日未明に宮内省などを襲撃する事件を起こしたが（宮城事件）、これは陸軍自身によって鎮圧された。8月15日正午、昭和天皇の玉音放送が放送された。
8月16日、大本営は全軍に対して、戦闘行為を停止するよう命令を発した。この後、鈴木貫太郎内閣は総辞職。玉音放送の後には、海軍において一部将兵が徹底抗戦を呼びかけるビラを撒いたり停戦連絡機を破壊したりして抵抗（厚木航空隊事件）した他は大きな反乱は起こらなかった。8月17～18日に起きた米軍機への迎撃（「B-32 (航空機)#歴史」参照）を最後に内地の日本軍は戦闘を停止したが、後述するように、日本軍民への攻撃を続けるソ連軍への抗戦（占守島の戦いなど）を中心に外地では戦闘が一部続いた。
翌日には連合国軍が中立国のスイスを通じて、占領軍の日本本土への受け入れや各地に展開する日本軍の武装解除を進めるための停戦連絡機の派遣を依頼し、19日には日本側の停戦全権委員が一式陸上攻撃機でフィリピンのマニラへと向かうなど、イギリス軍やアメリカ軍に対する停戦と武装解除は順調に遂行された。
8月28日、連合国軍による日本占領部隊の第一弾としてアメリカ軍の先遣部隊が厚木飛行場に到着し、8月30日には後に連合国軍最高司令官総司令部（GHQ/SCAP）の総司令官として連合国による日本占領の指揮に当たることになるアメリカ陸軍のマッカーサー大将も同基地に到着し、続いてイギリス軍やオーストラリア軍などの日本占領部隊も到着した。
9月2日には、東京湾内に停泊した米海軍の戦艦「ミズーリ」において、イギリス、アメリカ、中華民国、オーストラリア、フランス、オランダなどの連合諸国17カ国の代表団の臨席の下、日本政府全権重光葵外務大臣と、大本営全権梅津美治郎参謀総長による対連合国降伏文書への調印がなされ、ここに1939年9月1日より6年にわたって続いた第二次世界大戦は終結した。

### GHQによる使用禁止
| 1944年制定の大東亜戦争従軍記章の図案（左:表面、右:裏面）。敗戦後は占領軍により製造分が破棄され、さらにGHQ/最高司令官SCAPが「大東亜戦争」の語の使用を禁止したため、1946年に未発行のまま廃止されて「幻の従軍記章」となった。 |  | 1944年制定の大東亜戦争従軍記章の図案（左:表面、右:裏面）。敗戦後は占領軍により製造分が破棄され、さらにGHQ/最高司令官SCAPが「大東亜戦争」の語の使用を禁止したため、1946年に未発行のまま廃止されて「幻の従軍記章」となった。 |
| 1944年制定の大東亜戦争従軍記章の図案（左:表面、右:裏面）。敗戦後は占領軍により製造分が破棄され、さらにGHQ/最高司令官SCAPが「大東亜戦争」の語の使用を禁止したため、1946年に未発行のまま廃止されて「幻の従軍記章」となった。 |  | |

1945年（昭和20年）8月のポツダム宣言受諾後も、大東亜戦争の名称はしばらく使用され、11月24日には幣原喜重郎内閣が「大東亜戦争調査会官制」を公布した。
しかし12月15日、連合国軍最高司令官総司令部（GHQ/SCAP）は、日本政府に対する覚書「國家神道、神社神道ニ對スル政府ノ保証、支援、保全、監督並ニ弘布ノ廃止ニ關スル件」（いわゆる「神道指令」） を発した。この中で「『大東亜戦争』および『八紘一宇』などの、国家神道、軍国主義、国家主義に緊密に関連する言葉」の使用を公文書において禁止することが指令された。これによって政府部内の「大東亜戦争調査会」などは「戦争調査会」と改称され、関連法令にある「大東亜戦争」の語句もすべて「戦争」に置き換えられた。
同年9月10日には「ニューズ頒布についての覚書」、9月19日には「プレス・コード（新聞規約）」が発出され、マスコミに対するGHQの規制も強化された。GHQはさらに「プレス・コードにもとづく検閲の要領にかんする細則」を発して新聞・雑誌がGHQの検閲を受けること、さらに「『大東亜戦争』『大東亜共栄圏』『八紘一宇』『英霊』のごとき戦時用語」の使用を避けるように指令した。
12月7日には朝日新聞が「太平洋戦争」の語を初めて使用し、12月8日（開戦4周年）には新聞各紙がGHQ民間情報教育局（CIE）作成の「太平洋戦争史−真実なき軍国日本の崩壊」の掲載を開始し、満州事変から太平洋戦争までを連続したものとみなし、日本の侵略と残虐行為を詳細に叙述し、他方で米軍の役割を強調するもので、東京裁判の「一部軍国主義者による共同謀議」という見方と一致するものだった。この連載は1946年（昭和21年）3月にGHQ民間情報教育局『太平洋戦争史　奉天事件から無条件降伏まで』（高山書院）として刊行し、10万部が完売し、GHQ指導で学校教育でも奨励された。
NHKで「眞相はかうだ」のラジオ放送も開始された。
GHQの検閲
GHQは出版物についても検閲を行い、「大東亜戦争」表記の排除を図った。まず占領政策の前期においては、あらゆる出版物が「事前検閲」を受け、「大東亜戦争」はすべて「太平洋戦争」に書き換えられた。
占領政策後期に入ると「事前検閲」は「事後検閲」へ変更され、印刷・製本済みの出版物を占領軍が検閲し、「大東亜戦争」その他占領軍に不都合な記述（GHQへの批判等）があれば、発禁処分をおこなった。出版社は莫大な損害を蒙ることになるため、自主的に占領軍の検閲に触れるような文章を執筆する著者を敬遠し、占領軍の意向に沿わない本を出版しなくなった。江藤淳は、これを「日本人の自己検閲」と呼び、この構造が言論機関に定着するに従い検閲は占領軍によってではなく、日本人自身の手によって行われるようになったと主張している。
こうした経緯から「大東亜戦争」という用語が強制的に「太平洋戦争」に置き換えられていったとの批判がある。江藤淳は、占領軍が日本軍の残虐行為と国家の罪を強調するために行った宣伝政策 についてウォー・ギルト・インフォメーション・プログラム（「戦争についての罪悪感を日本人の心に植えつけるための宣伝計画」）としている。
なお、1952年（昭和27年）4月11日に公布された「ポツダム宣言の受諾に伴い発する命令に関する件の廃止に関する法律」（法律第81号）によって、GHQの「大東亜戦争」呼称廃止覚書は失効している。

### 日本政府の対応
GHQの政策以降、現在にいたるまで、日本政府は公的には「今次戦争」「先の大戦」「第二次世界大戦」という呼称を用いている。たとえば村山談話では「大東亜戦争」や「太平洋戦争」の用語はいずれも用いられず、「先の大戦」「過去の戦争」「過ぐる大戦」「第二次世界大戦」などが用いられた。
ただし、公的機関が編纂した史書などで「大東亜戦争」の語を用いる場合もあり、1955年（昭和30年）の内閣官房編纂『内閣制度七十年史』では「大東亜戦争」の語を用い、衆議院・参議院共同編纂『議会制度七十年史』（1960年～1961年）では、「大東亜戦争・太平洋戦争」の語を並列で用いた。外務省が1969年（昭和44年）に発刊した『外務省の百年』では、「大東亜戦争」の語を用いているが、他の省の編纂物では用いられていない。ただし、『大蔵省百年史』に序文を書いた福田赳夫（当時内閣総理大臣）が「大東亜戦争」の語を用いている。
1966年（昭和41年）から刊行された『戦史叢書』の際には、防衛研究所戦史室は「大東亜戦争」を用いるべきであるという意見を出したが、これは様々な経緯があって受け入れられなかった。このため本文には「大東亜戦争」や「支那事変」の語を用いることもあるが、可能な限り他の表現（たとえば「今次大戦」)を用いることとし、シリーズや巻の題名には使わないというルールが決められた。しかし戦史編さん官であった原四郎が「大東亜戦争という言葉を使わしてくれないなら出版せんでよろしい」と強硬に主張したため、1973年の『大本営陸軍部大東亜戦争開戦経緯』で始めて表題で用いられた。庄司潤一郎は戦史室が「大東亜戦争」の使用を要望したのは、旧陸軍関係者の影響を強く受けていたからではないかとしている。
皇室
天皇の「おことば」などでは「先の大戦」「あの不幸な戦争」といった表現を用いることが通例となっている。2008年（平成20年）に宮内庁は「その（人間宣言）後も戦争名を頭に付けない表現を繰り返しているうちに定着した。特定の意図をもって○○戦争という言い方を避けているわけではない」と回答している。一方で記者会見などでは「第二次世界大戦」という言葉を用いることもある。
法令での様態
日本の法令では1946年（昭和21年）、「昭和二十年勅令第五百四十二号「ポツダム」宣言ノ受諾ニ伴ヒ発スル命令ニ関スル件ニ基ク国有財産法中改正等ノ件」（昭和21年3月14日勅令第142号）等により、法律や勅令の文中に「大東亜戦争」の呼称を使用していた法令の文言は「今次ノ戦争」と改められた。
支那事変と大東亜戦争についての昭和20年帝国議会
前年1945年（昭和20年）11月30日の第89回帝国議会・貴族院「昭和二十年勅令第五百四十二号（承諾を求むる件）特別委員会」において貴族院議員村上恭一は、「昭和17年法律第9号がある以上、大東亜戦争の開戦は昭和12年ではないか」と質問、松本烝治国務大臣は、この法律によって「法律、勅令の適用の範囲」に付いては「支那事変」と「大東亜戦争」とは「一体を成して区分すべからざる状態」になったとしているが、支那事変と大東亜戦争は「観念に於いて区別がある」と答弁している。なお靖國神社は、「支那事変」と「大東亜戦争」を1941年（昭和16年）12月8日で分けている。
その後の1952年（昭和27年）4月11日に公布された「ポツダム宣言の受諾に伴い発する命令に関する件の廃止に関する法律」（法律第81号）では、ポツダム宣言受諾によって発された法令（いわゆるポツダム命令）について、別途法制化されない限り失効するとされ、日本政府は勅令第142号について手続きを行わなかったため、同法は失効したが、この後に制定された法令の条文などでも、「大東亜戦争」という表現は使用されず、「太平洋戦争」あるいは「今次の戦争」という表現が使用されている。
2006年の政府見解
2006年（平成18年）の日本政府による公式見解では、1941年（昭和16年）12月12日の閣議決定において大東亜戦争の呼称について記載されているが、「大東亜戦争」の定義を定める法令はないとされる。また、1945年（昭和20年）12月15日付け連合国総司令部覚書以降、一般に政府として公文書において「大東亜戦争」という用語を使用していない。いかなる用語を用いるかは文脈によるので「大東亜戦争」の用語が不適切かは一概に回答できないとされた。
他方、「太平洋戦争」という用語についても「在外公館等借入金の確認に関する法律」（昭和24年法律第173号）等に使用されているが、「太平洋戦争」の定義を定める法令はなく、これに日中戦争が含まれるか否かは法令上定められておらず、政府として定義して用いている用語ではなく、また「大東亜戦争」と「太平洋戦争」は同一の戦争かについて回答することは困難とされた。
2007年の政府見解
2007年2月の閣議決定で『「太平洋戦争」という用語は、政府として定義して用いている用語ではない。』としている。
2024年の政府見解
2024年には陸上自衛隊第32普通科連隊の公式Xが、「大東亜戦争」の用語を用いて投稿を行ったが、「現在一般に政府として公式文書で使用していない」と問題視され、投稿はその後削除された。木原稔防衛大臣は「大東亜戦争」と言う言葉については現在政府については一般的に使用していないと述べ、林芳正官房長官も「いかなる用語を使用するかは文脈などによる。一概に答えることは困難だ」とし、従来の政府見解を踏襲している。

## 「大東亜戦争」を使用する立場

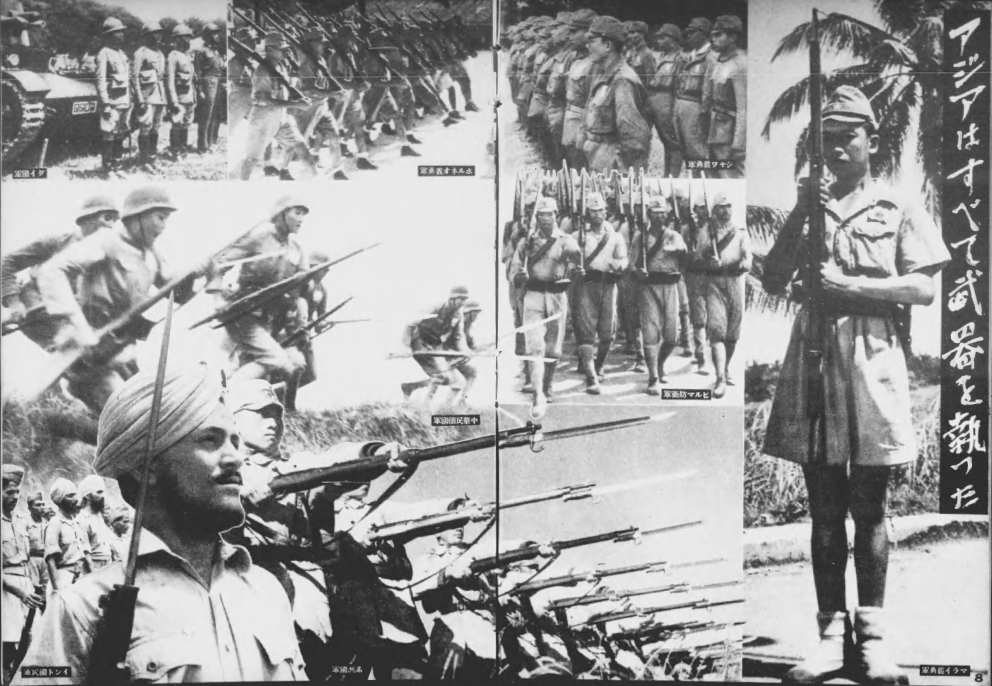
当時の宣伝画像（1943年）

「大東亜戦争」呼称を使用する立場や理由については以下のように様々である。戦争目的の不統一、占領政策、その後の日本国内における近現代史に関する歴史認識の「政治化」の影響を受けて、さまざまな議論がなされている。
庄司潤一郎はほとんどの呼称はイデオロギー的色彩を帯びる結果となっていると指摘したうえで、全般的には、戦争を正当化・肯定する人々は「大東亜戦争」、アジアに対する侵略戦争とみなす側は「15年戦争」及び「アジア・太平洋戦争」を使用する傾向があり、相対的に中立的な呼称として「太平洋戦争」が使用されるとしている。
1953年（昭和28年）、参謀本部作戦課長の服部卓四郎が『大東亜戦争全史』を刊行、戦後初めて「大東亜戦争」を冠した著作である。
歴史認識
哲学者の上山春平は『中央公論』1961年1月号で発表した「大東亜戦争の思想的意味」において「太平洋戦争」は「占領軍によって付与された米国側の見方」とし、そのような考え方に慣れた日本人にショックを与えるため、大東亜戦争を用いたと述べた。
1963年（昭和38年）から1964年（昭和39年）にかけて林房雄が『大東亜戦争肯定論』を発表し、「大東亜戦争」は薩英戦争や馬関戦争、ペリー来航以来の西欧列強のアジア侵略に対抗して日本がアジア解放を目的とした「大東亜百年戦争」の集大成だったという立場から使用された。
上山春平は1964年に『大東亜戦争の意味』を刊行、「大東亜戦争」という呼称を「タブーとみなす心情のうちに、太平洋戦争史観を鵜のみにする反面、大東亜戦争史観には一顧だにあたえようとしないという二重の錯誤の根をみとめた」と当時「大東亜戦争」呼称をタブー視する風潮を批判し、「太平洋戦争」「抗日戦争」「帝国主義戦争」いずれも政治的イデオロギーであるにもかかわらず「大東亜戦争」のみ断罪するのはアンバランスであると批判した。
ドナルド・キーンも1964年、論文「日本の作家と大東亜戦争」を発表した。
竹内好は1964年の「日本のアジア観」で「日本の対外戦争のほとんど全部は、自衛のほかに東亜の安定を名目としておこなわれた。その最大、かつ最終のものが大東亜戦争だった」とし、「第二次世界大戦の一部」だけにつくされない、「日本人がアジアを主体的に考え、アジアの運命の打開を、自分のプログラムにのせて実行に移した」という「大東亜戦争固有の性格があった」とした。竹内は敗戦によって日本人はアジアを主体的に考え、アジアの一員としてアジアに責任を負う姿勢を失ったとも述べた。また、個人として、時には国家の命令にそむいてアジア解放運動に協力した日本人はビルマ、インドネシアだけでなく満州にもいたと指摘している。
三島由紀夫は、「大東亜戦争」と呼ぶのが適切であるとし、「大東亜戦争でいいぢやないか。歴史的事実なんだから。太平洋戦争といふ人もあるが、私はゼッタイとらないね。日本の歴史にとつては大東亜戦争だよ。戦争の名前くらゐ自分の国がつけたものを使つていいぢやないか」という意見を述べた。
1977年（昭和52年）、元大本営参謀で防衛庁防衛研修所戦史室で戦史編さん官を努めた原四郎は「大東亜戦争」は日本の政府が正式に決定した名称であり、平和条約によってGHQ指令も失効したため、正式名称である「大東亜戦争」は「当然復活すべきもの」で、「歴史的に正確な表現」と述べた。
左派系とされる歴史家信夫清三郎も1983年、次善の策として「太平洋戦争」の語を「便宜的に」用いる家永や歴史学研究会らは「怠惰、怯懦」であると批判し、「大東亜戦争の使用が戦争の肯定支持を意味する」わけではないとし、「戦争の歴史的性質を最も的確に表現し、戦争の実体を最も広く蔽いうるもの」として「大東亜戦争」を用いるべきとし、さらに東南アジア、インドの独立運動に及ぼした日本の積極的な役割などを踏まえれば「大東亜新秩序（大東亜共栄圏）を目的とする戦争」という「歴史的意味」も含蓄していると述べた。
松本健一は「戦争の呼び名は歴史的であって、後の時代に、その呼び名を変える（たとえば太平洋戦争）ことによって、歴史的性格を変えてしまうことは、意味がない。歴史を否定するためにこそ、歴史の歴史的把握が必要」として「大東亜戦争」を用いた。
信夫や後藤乾一、三輪公忠らは、「大東亜戦争」の名の元に示された理念が建前であったにしても、その理念に自己のアイデンティティを求めた日本人が東南アジア各地に少なからず存在したと言うことをあげ、そうした人々を否定しないためにも「大東亜戦争」の語をあえて用いるとしていた。
1990年（平成2年）に中村粲『大東亜戦争への道』が刊行。
「大東亜戦争肯定論」の立場に立たない倉沢愛子は「大東亜戦争」の語を用いているが、この場合にはカギ括弧を付するなどしている。また松浦正隆は、大東亜戦争は当時の公式名称であり、またアジア主義との関連を強調するためにも「大東亜戦争」を使うべきとし、カギ括弧付きで使っている。
産経新聞論説委員を務めた岡部伸は「軍国主義や戦争を美化するつもりはない」としたうえで、「大東亜戦争」の語が「GHQによって植え付けられた自虐史観から脱却」することにつながるとしている。
戦域の一致
「大東亜戦争」の「大東亜」はイデオロギー面とは無関係であり、戦争の範囲をあらわす名称であるという立場である。駐米大使や外務事務次官を務めた村田良平は『村田良平回想録』(ミネルヴァ書房、2008)で、「大東亜」の「大は英語に訳せばgreater,即ち東亜のみでは主として日中朝鮮モンゴルのみを指すことが多いので、より広義の東アジアを指す」ものであり、「中国大陸、ビルマまでの戦いなども考えれば、米国の強制した太平洋戦争の方がおかしい」と主張した。また、防衛研究所の庄司潤一郎研究幹事は、「単なる地理的呼称であるとするならば、イデオロギー色のない呼称となる」として、「戦争肯定という意味合いではなく、原点に戻って、『大東亜戦争』に落ち着く」と提言する。
評論家の村上兵衛は「東アジアで行われた大きな戦争」の意味で「大東亜戦争」を用いるべきであるとした。原四郎も戦争目的は「アジアの新秩序建設」ではなく、「大東亜において戦われる戦争」であるから「大東亜戦争」と呼ばれたのであり、GHQが禁止したのは「大東亜戦争をもって大東亜新秩序を建設する戦争と誤解したからである」と回想している。『失敗の本質』は、「戦場が太平洋地域にのみ限定されていなかったという意味で、」「大東亜戦争」の呼称を用いる、としている。
アメリカの歴史家ジョン・ステファンは『日本国ハワイ』(恒文社1984)で「第二次世界大戦」はあまりに広い範囲で、「太平洋戦争」は「あまりに狭すぎる」ので不適切であるとし、「いささか決まり悪いものの」やはり「大東亜戦争」という名称が「日本がインド洋や太平洋、東アジアおよび東南アジアで繰り広げようとした戦争を最も正確に表現している」と指摘している。
2018年に新潮社から発売された『決定版 大東亜戦争』は、『決定版 日中戦争』の続編であり、戸部良一ら7人の歴史家が参加した。書名を選んだ横手大輔「新潮新書」編集部次長は、「イデオロギー抜きにすれば、最も的確に伝えると自然と思い浮かんだ。集結した歴史家の先生たちは、あえて『大東亜戦争』の表現を選び、この呼称が売れ行き好調につながったと思う」と述べている。。
地域呼称として
『アジア太平洋戦争』（1995年・岩波書店）を著した岡部牧夫は、「大東亜」を地域名称であると読み替えてしまえば、「アジア・太平洋戦争」の提唱の趣旨と変わらなくなり、呼称問題における対立の根拠は失われるかも知れないとしている。また防衛研究所の庄治潤一郎はイデオロギー性を否定したうえでの「大東亜戦争」もしくは「アジア・太平洋戦争」が適切ではないかとしている。
一方、斉藤孝は信夫の主張を批判した『「大東亜戦争」と「太平洋戦争」』において、「大」の語は自らを誇示しようとしている語であり、地域名称であるとするならば「東アジア」でもいいとし、「大東亜戦争」の語は「占領軍の指令がなくとも、本来日本国民自身が否定すべきもの」「タブーではなく、回避したい呼称」と主張した。
中南米における「太平洋戦争」と被ることへの批判
1865年のチリ・ペルーとスペインの戦争（スペイン語でLa guerra del Pacifico）、1879年〜1884年のチリとボリビア・ペルーとの戦争(スペイン語でLa guerra del Pacifico、ポルトガル語でla guerre du Pacifique)は翻訳すると「太平洋戦争」となる。日本の辞書等でも「太平洋戦争」として掲載されている。
ただし英語では中南米の「太平洋戦争」は(the) War of the Pacific、日本の「太平洋戦争」は(the) Pacific Warと表記され、中南米の戦争とは区別されている。米英などの連合国においては「the War in the Pacific (Theater)」「WWⅡ-Pacific Theatre」「the Pacific Theatre in the Second World War」などと、第二次世界大戦の戦線名も用いられている。
「太平洋戦争」にイギリスの存在が薄いことへの批判
イギリスの歴史家クリストファー・ソーンは「太平洋戦争」を批判して、「極東戦争」という呼称を提唱し、日本が「大東亜戦争」を呼称したのは理解できるとしている。「太平洋を挟んだ日米両国間」だけでなく、英仏蘭など太平洋側以外も日本は戦っていたことからという点である。
なおイギリスの歴史家であるA・J・P・テイラーなども、日本がアジアでの英国勢力を駆逐するために開戦し、結果としてイギリスは植民地を失い「敗北」したため、「大東亜戦争」と称するのはかまわないとも述べている。

## その他の呼称
戦後日本では、開戦時の戦争目的の不統一、GHQの政策、歴史認識問題などによって、日本が戦った戦争の呼称について様々な議論と呼称がある。なお、同一の戦争に対する呼称が国家によって異なることは他国でもあるが、国内で呼称が分かれている例は日本以外ではほとんど存在しないといわれる。この状況を秦郁彦は1984年（昭和59年）の『昭和史を縦走する』において「呼び名などどうでも良い、という考え方もあろうが、『名は体を現す』で、著者の基本的歴史観を判定するのに、それ（戦争の呼称）が踏み絵の役割を果たしてきたことも事実だ」と指摘している。
2020年に毎日新聞が行った「この戦争の呼び方はどれが適切ですか」というアンケートでは第二次世界大戦47.9%、太平洋戦争38.5%、アジア太平洋戦争10.9%、十五年戦争2.7%となっている（大東亜戦争は不明）。
中華人民共和国や大韓民国においては「大東亜戦争」の語は、「戦争や植民地支配を正当化するもの」とされている。

### 太平洋戦争
「太平洋戦争」の呼称そのものは1925年（大正14年）の日米未来戦記『太平洋戦争』などが初期の使用である。
戦後は、前述したGHQの『太平洋戦争史』を筆頭に、青木得三『太平洋戦争前史』(1950-1952)、1953年には日本外交学会編『太平洋戦争原因論』やマルクス主義史学の歴史学研究会の『太平洋戦争史』、同様にマルクス主義史学の遠山茂樹・今井清一・藤原彰の『昭和史』（岩波書店、1955年)でも「太平洋戦争」が使われた。
日本国際政治学会は1962年（昭和37年）の『太平洋戦争への道』で大東亜戦争は日本側からの一般的呼称であるとし、学術的にも「War in the Pacific」の語が国際的に用いられていると説明している。その後も児島襄『太平洋戦争』（中央公論社、1965年～ 66年）、家永三郎『太平洋戦争』（岩波書店、1968年）、林茂『日本の歴史　25　太平洋戦争』（中央公論社、1974年）などの著名な本の中で「太平洋戦争」の語が使用され、完全に定着していった。日本新聞協会において正式な戦争名が討議されたことはないが、朝日新聞・読売新聞・毎日新聞・中日新聞（東京新聞）では圧倒的に「太平洋戦争」の使用例が多く、図書や雑誌の見出しでも同様である。このような流れから、1960年代にはすでに「大東亜戦争」の語がタブー視されるようになっていた。日本政府の刊行物においても、『自衛隊十年史』（1961年）、『防衛庁技術研究本部十年史』（1962年）などで使用されている。
太平洋戦争の語自体は日米戦争を現すものとして戦前から使われており、戦争名討議の際にも海軍が提案している。また旧海軍軍人の中には戦後「日本にとって真の敵は（中華民国やソ連ではなく）アメリカであり、したがって大東亜などと無駄に戦域を拡張すべきでなかった」との反省から、「太平洋戦争と（歴史的には）呼称すべきだ」と主張する人々が存在した。

#### アジア・太平洋戦争
1985年に柳沢英二郎は、日米戦争はアジア勢力圏確立のための手段であったがため「アジア・太平洋戦争」が国際政治上は最適とした。近年では「アジア・太平洋戦争」の語が用いられるケースが増加している。
児童文学家の山中恒は「ボクラ少国民」シリーズにおいて「大東亜戦争」の語を用いていたが、これは「こちら側の戦争」という同時代意識を現すためなどの理由からで、「『大東亜戦争』という用語に固執するのは『侵略戦争ではないと擁護する側の人たちが多い』」と考え、「アジア・太平洋戦争」の語を用いるようになった。

#### 大東亜・太平洋戦争
ピーター・カルヴォコレッシー、ガイ・ウィント、ジョン・プリチャードは、「十五年戦争」はあいまいで、「極東戦争」は地理的にヨーロッパ中心主義であり、「対日戦争」も一方的であるため、「大東亜・太平洋戦争」という呼称を提案した。
保坂正康は「大東亜戦争」の語を用いないのは「前歴の否定」であるとし、「太平洋・大東亜戦争」の語を用いるべきとしている。

### 十五年戦争
1931年（昭和6年）の満州事変と1937年（昭和12年）の盧溝橋事件に始まる日中戦争を大東亜戦争と一体のものとみて、鶴見俊輔が1956年（昭和31年）に提唱した十五年戦争という呼称がある。ただし、マルクス主義史学の歴史学研究会は1953年の『太平洋戦争史』では特に理由を説明していないが1973年の新版では、「大東亜戦争」は「侵略戦争を美化した」ものとし、また「太平洋戦争」との呼称は日米間戦争を重視いているため適当ではなく、15年間のアジアへの侵略戦争との認識から「十五年戦争」と呼ぶべきであるが、広く使われている言葉として「太平洋戦争」の語を用いたとしている。
同様に家永三郎も1968年の『太平洋戦争』（岩波書店）で「十五年戦争」の立場を取っているが、一般に浸透した言葉として実用的見地から「太平洋戦争」を用いた。また家永三郎は「大東亜戦争」の使用は「断じて不可」とした。その後、家永は1970年に「太平洋戦争も大東亜戦争も、特定国の政治的立場が露骨にあらわれていてよくない」と述べ、1985年には著書で「15年戦争」を用いた。このように「太平洋戦争」から「15年戦争」へと呼称を変更したものにはマルクス主義などの「進歩派」が多い。
ピーター・カルヴォコレッシー、ガイ・ウィント、ジョン・プリチャードは、「十五年戦争」は「妙に性格のはっきりしないあだ名で、米国や英国では支持されそうもない」と1989年の著書（邦訳1991年）で批判している。

### 昭和◯◯系
藤村道生の「昭和大戦」や、日米同盟によって日本が加担した朝鮮戦争・ベトナム戦争を含めて「昭和40年戦争」というものもある。読売新聞は満州事変から太平洋戦争までを「昭和戦争」と呼称するよう提唱したが、同紙以外で使用されることは稀である。

### 第二次世界大戦
「第二次世界大戦」の語には価値判断が含まれていないため、多用される傾向にある。秦郁彦は、「日独戦役」が「第一次世界大戦」に置き換わったのと同様になるのではないかと予想している。ただし第二次世界大戦はポーランド侵攻から始まったヨーロッパの戦争のイメージがあるという問題がある。

### 先の大戦
天皇や政府の談話などで多用される表現であり、戦後70年談話でもこの名称で呼ばれている。

## 年表
- 1937年（昭和12年）
  - 7月7日 - 盧溝橋事件（北支事変、のち支那事変・日中戦争）勃発
  - 8月13日 - 第二次上海事変
- 1941年（昭和16年）
  - 12月8日 - マレー半島侵攻、真珠湾攻撃、日本政府による対米英宣戦布告。開戦の詔書（「米英両国ニ対スル宣戦ノ大詔」）。戦時中は12月8日を開戦記念日と呼び、毎月8日を大詔奉戴日と呼称した。詔書は「宣戦の詔書」・「米国及ビ英国ニ対シ宣戦ニ際ニ下シ給ヘル詔書」ともいう。
  - 12月12日、東條内閣（東條英機首相）が、呼称を「大東亜戦争」とすると閣議決定。
- 1945年（昭和20年）
  - 8月8日 - ソ連対日宣戦布告による開戦の詔書（「ソ連ニ対スル宣戦ノ大詔」）(ソ連対日参戦)。
  - 8月14日 - 日本政府によるポツダム宣言受諾通告（日本の降伏）。終戦の詔書の日付も8月14日。
  - 8月15日 - 玉音放送
    - 1957年（昭和32年）制定の引揚者給付金等支給法では1945年8月15日を終戦の基準としている。
    - 1963年（昭和38年）5月14日、全国戦没者追悼式を毎年8月15日に開催することが閣議決定された（第2次池田第2次改造内閣：池田勇人首相）。
    - 1982年（昭和57年）4月13日、8月15日を「戦歿者を追悼し平和を祈念する日」とすることが閣議決定された（鈴木善幸改造内閣：鈴木善幸首相）。

  - 8月16日 - 日本軍への停戦命令
  - 9月2日 - 戦艦ミズーリ上での降伏文書調印（外交条約上の「休戦条約締結日」）
- 1952年（昭和27年）4月28日 - 日本国との平和条約（サンフランシスコ講和条約）発効。外交条約上の「戦争状態の終結日」で、国際法上の戦争終了は講和条約が発効した日とされる。

## 発行物
大日本帝国逓信省（現在の日本郵便）および日本の勢力下にあった各地で大東亜戦争を記念する切手や葉書が発行されている。日本では1942年（昭和17年）12月8日に記念切手を発行しており、寄附金付記念切手は、真珠湾とバターン半島の戦場を描いたものであったが、切手の題名は「大東亜戦争第一周年記念」と表記されており、開戦1周年目としていた。また1943年（昭和18年）12月8日には二周年記念葉書として「大東亜戦争記念報国葉書第1集」を発行しており、埴輪の武人の額面つきの官製はがきの裏面にハワイ、香港、シンガポールの戦場を描いた図案で10銭の国防献金を含む30銭で販売した。また10銭の普通切手として大東亜共栄圏の地図を描く図案のものを発行している。
また、日本の勢力下にあった満州国では1942年に中国語で「興亜はこの日より/興亜自期日」との加刷切手を発行 したほか、フィリピン第二共和国でも同様に発行された。また1943年には蒙古聯合自治政府が日本製の大東亜戦争二周年記念切手2種を発行している。

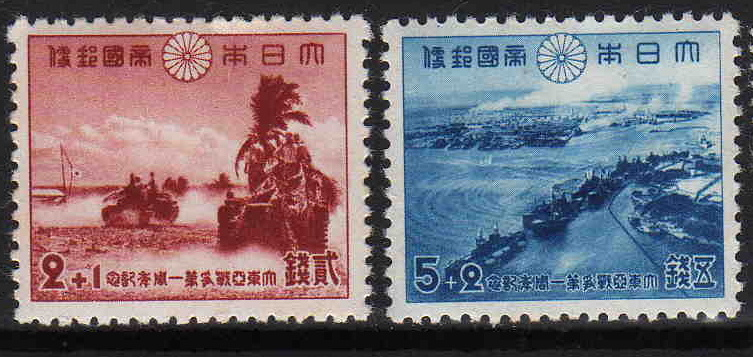
日本で発行された「大東亜戦争第一周年記念」切手（1942年）
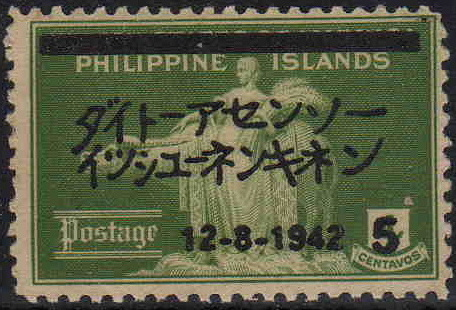
日本軍占領下のフィリピンで発行された「大東亜戦争1周年記念切手」
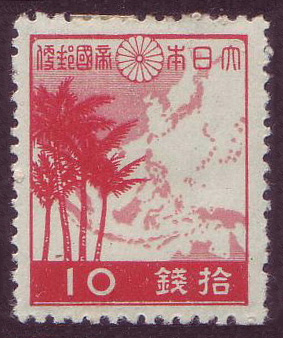
「大東亜共栄圏」を表現した日本の10銭切手（1942年発行）